# Bennie Borgmann
Bernhard Borgmann, conosciuto anche con il soprannome Bennie (o Benny) (Haledon, 21 novembre 1899 – Hawthorne, 11 novembre 1978), è stato un cestista, giocatore di baseball e allenatore di pallacanestro statunitense.
È divenuto membro del Naismith Memorial Basketball Hall of Fame dal 1961 in qualità di cestista.

## Carriera
Dopo essersi diplomato nel 1917 alla Clifford High School nel New Jersey, militò in numerose squadre locali. Si distinse ben presto per essere un eccellente realizzatore; nel 1921 passò ai Kingston Colonials, tenendo una media di quasi 11 punti a partita, quando il punteggio totale di ogni squadra si aggirava intorno ai 20-25 punti a partita. Contemporaneamente giocò anche a baseball in American League e National League.
Si stima che abbia giocato circa 3.000 incontri di pallacanestro, e 2.000 di baseball.